# リュテュフィ・ジェリール級装甲艦
| リュテュフィ･ジェリール級装甲コルベット | リュテュフィ･ジェリール級装甲コルベット |
| --------------------------------------- | --- |
| 「リュテュフィ・ジェリール」のイラスト  | |
| 艦級概観                                | |
| 艦種                                    | 装甲コルベット （沿岸防衛ターレット艦） |
| 艦名                                    | 人名 |
| 前級                                    | |
| 次級                                    | |
| 性能諸元                                | |
| 排水量                                  | 常備：2,540トン数トン bm：1,741トン |
| 全長                                    | LOA：62.18m LPP：62.1m |
| 全幅                                    | 13.6m |
| 吃水                                    | 4.42m |
| 機関                                    | 形式不明石炭専焼角缶2基 +形式不明レシプロ機関2基2軸推進                                                                                        |
| 最大 出力                               | 2,000hp |
| 最大 速力                               | 12.0ノット (機関航行のみ) |
| 航続 距離                               | -ノット/-海里 |
| 燃料                                    | 300トン（石炭） |
| 乗員                                    | 130名 |
| 兵装（就役時）                          | 1855年型 20.3cm（14.8口径）連装砲1基 1858年型 17.8cm（15.9口径）連装砲1基                                                                      |
| 兵装（1895年）                          | 1855年型 20.3cm（14.8口径）連装砲1基 1860年型 15cm（25口径）連装砲1基 1867年型 12cm（23口径）単装砲1基 オチキス 3.7cm（23口径）回転式機砲2基） |
| 装甲 （鉄製）                           | 舷側：140mm 砲郭：140mm 司令塔：-mm |

リュテュフィ･ジェリール級装甲艦 (Lutfi Djelil class Ironclad, トルコ語: Lütfi Celîl) はオスマン帝国海軍のモニター艦 (装甲コルベット, Zırhlı korvet)の艦級。

## 概要
本級はオスマン帝国海軍が自国の沿岸防御のためにフランスのジロンド造船所に2隻が発注されたモニター艦である。

## 艦形

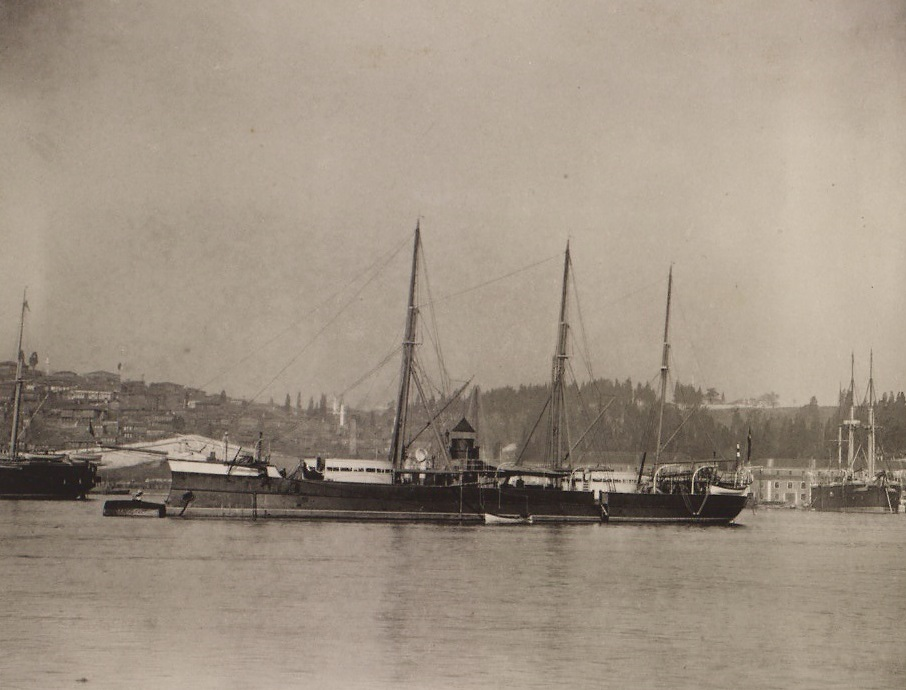
写真は「フフズ･ラフマーン （Hifzi Rahman）」。低乾舷の船体にスリットの入った砲塔が乗っている。

船体の基本構造は3本のマストと船体中央部に艦橋と一本煙突を持つターレット形式モニター艦として建造された。艦首水面下に衝角を持ち、沿岸に接近して支援砲撃ができるように吃水の浅い船型が選択されたが、外洋航行もこなせるように艦首に船首楼と船尾楼を設けて船体中央部よりも乾舷を高くして凌波性を向上させていた。舷側は船体中央部の甲板よりも高くされたが、砲塔の側面部の波除けであるブルワーク（bulwark）は戦闘時には下側へ倒して射界を狭めないようにする工夫がされていた。同様の形式はペルー海軍の「ワスカル」が先に採用している。
本級の特徴としては他のオスマン帝国海軍の装甲艦と違い、当時では珍しい旋回砲塔を船体中心線上に2基を搭載する先進的な旋回砲塔艦（Turret ship）であり、従来のケースメイト（砲郭）形式の砲配置よりも広い射界を得ることができた。また、前部のものと後部のものとでは搭載砲の大きさが異なり、前部には20.3cmライフル砲を連装砲架で2門を搭載、後部には17.8cmライフル砲を連装砲架で2門を搭載していた。砲塔の形状は背の低い円筒形で側面部は140mmの装甲が張られていた。
船体中央部に140mmもの厚さを持つ鉄製の装甲板が貼られ、主砲塔の基部からボックスシタデル（Box citadel）が配置された。ボックスシタデルとは弾薬庫や機関を守るために箱状似に装甲を配置する当時の防御様式で、最大で140mmもの厚さを持つ装甲をリベットで組み立てられていた。
ネームシップの「ルュテュフィ･ジェリール」は竣工後に撃沈されて失われたが、2番艦の「フフズ･ラフマーン」は1895年に副武装を更新され、17.8cmライフル砲から15cm（25口径）ライフル砲2門、近接戦用に12cm（23口径）単装砲1門、オチキス3.7cm回転機砲2基を搭載した。

## 同型艦
- ルュテュフィ･ジェリール（Lutfi Djelil）

1867年にフランスのジロンド造船所にて起工、1868年進水、1869年竣工。1877年10月5日にロシア軍の砲撃によりドナウ河で撃沈。
- フフズ･ラフマーン （Hifzi Rahman）

1867年にフランスのジロンド造船所にて起工、1868年進水、1869竣工、1900年に除籍後に解体処分。

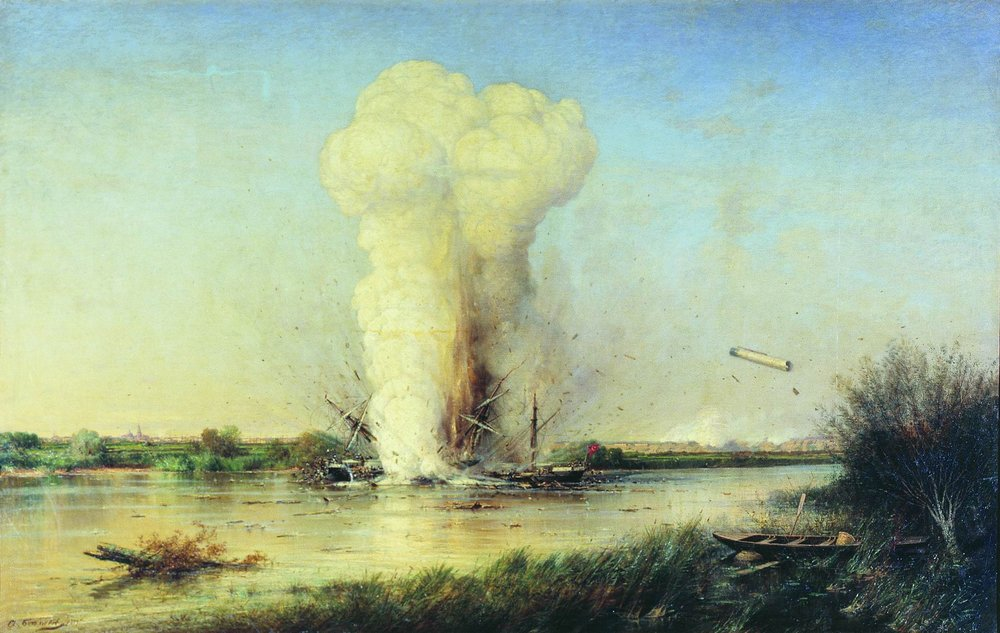
撃沈されたルュテュフィ･ジェリール

## 参考図書
- 「Conway All The World's Fightingships 1860-1905」（Conway）
- 「世界史リブレット 小松香織著 オスマン帝国の近代と海軍」（山川出版社）2004年2月出版
- 「山川歴史モノグラフ 小松香織著 オスマン帝国の海運と海軍」（山川出版社」（2002年11月出版